# Aryeh
Aryeh (persiska: اریه) är en ort i Iran.   Den ligger i provinsen Khorasan, i den nordöstra delen av landet, 700 km öster om huvudstaden Teheran. Aryeh ligger 1 573 meter över havet och antalet invånare är 221.
Terrängen runt Aryeh är kuperad åt sydväst, men åt nordost är den bergig. Runt Aryeh är det ganska tätbefolkat, med 56 invånare per kvadratkilometer. Närmaste större samhälle är Shūrī-ye Bozorg, 19,6 km söder om Aryeh. Omgivningarna runt Aryeh är i huvudsak ett öppet busklandskap.